# Victor Sillon
Victor Sillon, né le 24 décembre 1927 au Lamentin en Martinique et mort le 14 décembre 2021 à Saint-Mandé, est un athlète français spécialiste du saut à la perche.
Il possède l'un des plus grands palmarès nationaux de l'athlétisme français en remportant huit titres de champion de France en plein air entre 1947 et 1958, et en améliorant à sept reprises le record de France de la discipline de 1948 à 1960. Son meilleur résultat sur le plan international est une quatrième place obtenue lors des Championnats d'Europe de 1950 à Bruxelles, et une neuvième place lors des Jeux olympiques de 1948 à Londres.

## Palmarès
- 54 sélections en Équipe de France A
- Médaille d'or du saut à la perche aux Jeux méditerranéens de 1951
- Médaille d'argent du triple saut aux Jeux méditerranéens de 1951
- 4e des Championnats d'Europe d'athlétisme 1950 (4,10 m)
- 8 titres de champion de France du saut à la perche en 1947, 1948, 1949, 1950, 1951, 1954, 1956 et 1958.
- Il améliore à sept reprises le record de France du saut à la perche de 1948 (4,09 m) à 1960 (4,41 m).

## Distinction
- Grand Prix de la Presse Sportive
- Chevalier de l'Ordre national du Mérite
- Chevalier de la Légion d’honneur